# Доу (озеро)
Доу (англ. Dow's Lake) — озеро в г. Оттава, Канада. Это относительно небольшое искусственное озеро на канале Ридо, расположенное в 2 км к северу от водопадов Хогс-Бэк в центральной части Оттавы, к юго-западу от района Глиб. Озеро находится на южной оконечности Престон-стрит, к югу от перекрёстка с Карлинг-авеню и к западу от Бронсон-авеню. К югу от озера расположен Карлтонский университет, а к западу, на окраине Центральной экспериментальной фермы — сад Доминьон.

## История

### Раннее поселение
Озеро названо в честь Абрама Доу, которому принадлежала земля в этой местности в 1816 г. До начала сооружения канала Ридо местность была известна как Большое болото Доу. Озеро возникло, когда была построена дамба на северном берегу канала. Изначально предполагалось, что канал должен был пройти к северу от будущего озера, однако позднее план пришлось изменить из-за поднятых земельными спекулянтами цен на этом отрезке.

### Развитие в 20 веке
До конца 1940-х гг. к северо-востоку от парка проходили железнодорожные пути, а окружающий район был в основном промышленным.
Рядом с современным туристским павильоном на западном берегу расположена казарма резерва Канадских вооружённых сил и флота.
Под озером проходит железнодорожный туннель. Ранее он принадлежал компании Canadian Pacific и был сооружён взамен линии, которая ранее проходила по путям над поверхностью озера. Позднее, в 2001 году, агентство публичного транспорта Оттавы ввело в действие Оттавское лёгкое метро, путь которого прошёл через данный туннель.
На озере установлена скульптура «Человек с двумя шляпами». Её торжественно открыла нидерландская принцесса Маргрит в память о своём рождении в расположенной неподалёку городской больнице Оттавы, а также о роли канадской армии в освобождении Нидерландов от гитлеровской оккупации. Копия скульптуры установлена в г. Апелдорн, Нидерланды.

## Туристские достопримечательности

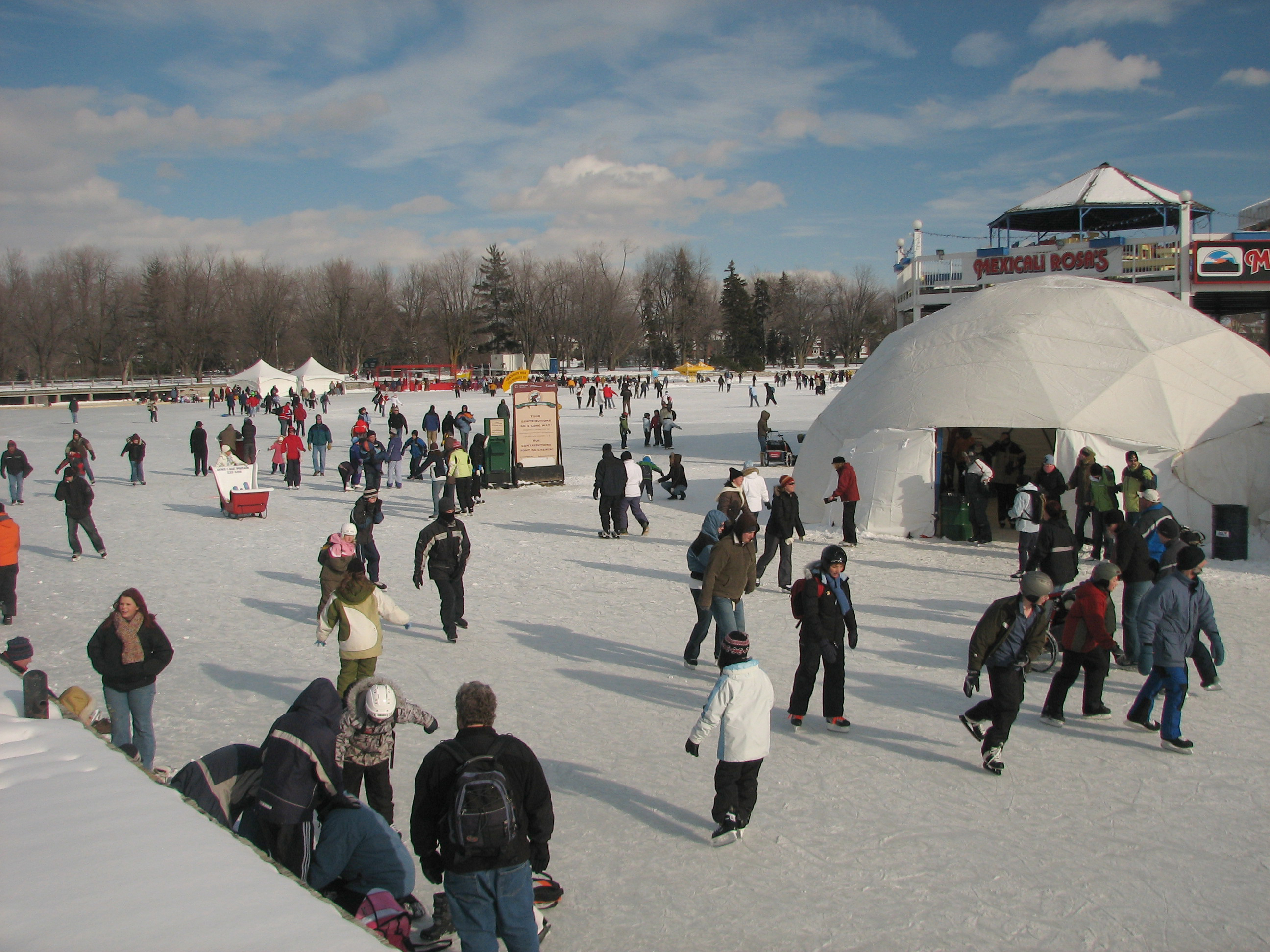
Парк у озеро во время фестиваля Винтерлюдия

Ежегодно в мае в парке комиссара, прилегающем к озеру с северо-восточной стороны, проводится часть мероприятий Канадского фестиваля тюльпанов. На клумбах вдоль канала Ридо высаживаются около 300 тыс. тюльпанов 50 разных сортов.
Зимой озеро Доу замерзает. На озере организуются катания на льду. Ежегодно в феврале здесь проходит часть мероприятий зимнего фестиваля Винтерлюдия, в частности, «гонки на кроватях» и «гонки официантов».
На северной оконечности озера расположен павильон с 3 ресторанами (Malone’s, Lago и Guadala Harry’s), пристанью для аренды каноэ и гребных лодок, а зимой — коньков. Павильон открыт круглогодично.